# Erythrodiplax pallida
Erythrodiplax pallida – gatunek ważki z rodziny ważkowatych (Libellulidae).